# レジオネラ目
レジオネラ目（レジオネラもく、Legionellales）はPseudomonadota門ガンマプロテオバクテリア綱の目の一つである。他の全てのProteobacteria門の細菌と同様に、グラム陰性である。コクシエラ科（Coxiellaceae）とレジオネラ科（Legionellaceae）の2つの科で構成されており、どちらにも注目すべき病原体が属している。例えば、Coxiella burnetiiはQ熱を、Legionella pneumophilaはレジオネラ症 やポンティアック熱を引き起こす。
レジオネラ目細菌は、tRNA-グアニン(34)トランスグリコシラーゼ、リポタンパク質放出系膜貫通タンパク質LolCおよびtRNA(グアノシン(37)-N1)メチルトランスフェラーゼTrmDといったタンパク質に4つの保存されたインデル（CSI）が存在することにより、他のガンマプロテオバクテリアと分子生物学的手法で区別することができる。